# Prințul August Leopold de Saxa-Coburg-Kohary
August Leopold, Prinț de Saxa-Coburg-Koháry (6 decembrie 1867 – 11 octombrie 1922), a fost prinț german din Casa de Saxa-Coburg-Gotha. A fost al doilea fiu din cei patru ai Prințului Ludwig August de Saxa-Coburg-Kohary și ai Prințesei Leopoldina a Braziliei.

## Biografie

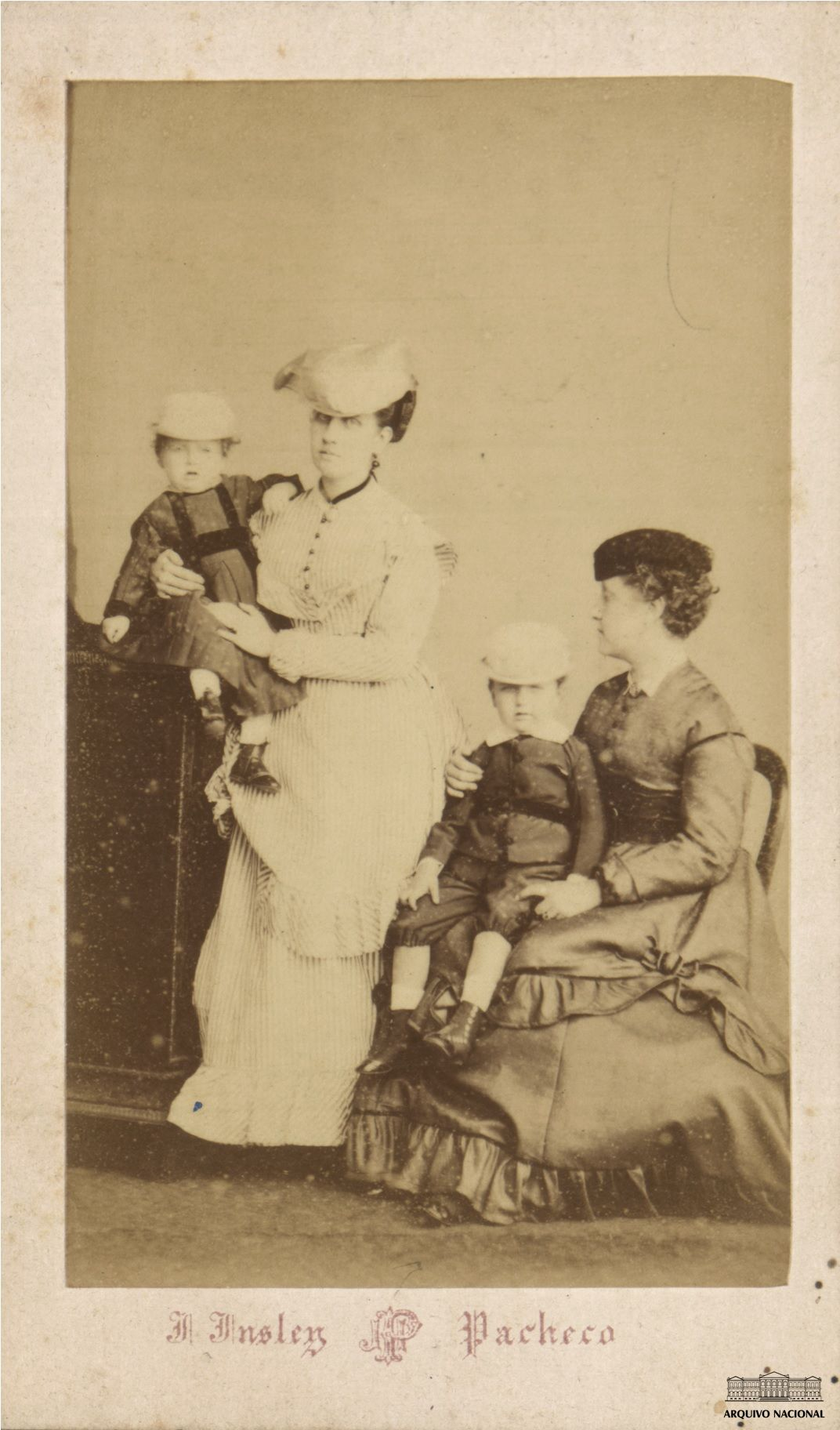
Mama lui August (în picioare), ținându-l pe el în braațe și mătușa Isabel (stând), ținându-l pe fratele său Petru August (Rio de Janeiro, 1866)

Născut Prințul August Leopold Philipp Maria Michael Gabriel Raphael Gonzaga de Saxa-Coburg-Gotha, Duce în Saxonia, la Rio de Janeiro, Brazilia, el a fost al doilea fiu al Prințului Ludwig August de Saxa-Coburg-Kohary și a Prințesei Leopoldina a Braziliei. Fratele său mai mare a fost Petru August; cei doi frați mai mici au fost: Joseph și Ludwig Gaston.

### Căsătorie și copii
La 30 mai 1894, la Viena, August Leopold s-a căsătorit cu Arhiducesa Karoline Marie de Austria. Mireasa lui era al patrulea copil și a doua fiică a Arhiducelui Karl Salvator de Austria, Prinț de Toscana și a Prințesei Maria Immaculata de Bourbon-Două Sicilii. Ei au avut opt copii:
- August Clemens Karl Joseph Maria Michael Gabriel Raphael Gonzaga (27 octombrie 1895, Pula – 22 septembrie 1908, Gerasdorf)
- Klementine Maria Teresa Josepha Leopoldine Viktoria Raphaele Gabriele Gonzaga (23 martie 1897, Pula – 7 ianuarie 1975, Lausanne), căsătorită cu Eduard von Heller la 17 noiembrie 1925.
- Maria Karoline Philomena Ignatia Pauline Josepha Michaela Gabriela Raphaela Gonzaga (10 ianuarie 1899, Pula – 6 iunie 1941, Hartheim bei Linz[1]), a trăit într-un institut de boli mintale în Schladming; în 1941, sub acțiunea politicii naziste de eutanasiere, pacienții au fost trimiși în lagărul de concentrare de la Hartheim și gazați.
- Rainer Maria Joseph Florian Ignatius Michael Gabriel Raphael Gonzaga (4 mai 1900, Pula – după 7 ianuarie 1945), se crede că a fost ucis în acțiune la Budapesta.
- Philipp Josias Maria Joseph Ignatius Michael Gabriel Raphael Gonzaga (18 august 1901, Walterskirchen – 31 decembrie 1994), căsătorit morganatic la 23 aprilie 1944 cu Sarah Aurelia Halasz; singurul lor fiu și cei patru nepoți au fost îndepărtați din linia de succesiune a Casei de Saxa-Coburg-Gotha-Koháry.
- Theresia Christiane Maria Josepha Ignatia Benizia Michaela Gabriele Raphaele Gonzaga (23 august 1902, Walterskirchen – 24 ianuarie 1990, Villach), căsătorită la 6 octombrie 1930 la Lamoral cu Freiherr von Taxis di Bordogna e Valnigra.
- Leopoldine Blanka Maria Josepha Ignatia Pankrazia Michaela Gabriele Raphaele Gonzaga (13 mai 1905, Schloß Gerasdorf – 24 decembrie 1978, Ungaria)
- Ernst Franz Maria Joseph Ignatius Thaddeus Felix Michael Gabriel Raphael Gonzaga (25 februarie 1907, Gerasdorf – 9 iunie 1978, Gröbming), căsătorit morganatic la 4 septembrie 1939 cu Irmgard Röll. Nu au avut copii.

El a murit la Schladming, Austria în 1922.